# Lista de museus e centros culturais da cidade do Rio de Janeiro
Este anexo é uma lista dos museus e centros culturais da cidade do Rio de Janeiro. A cidade do Rio de Janeiro é a capital do estado homônimo e, com 6,3 milhões de habitantes, é a segunda maior metrópole do Brasil. É, também, a cidade brasileira mais conhecida no exterior, maior rota do turismo internacional no Brasil e principal destino turístico na América Latina e no Hemisfério Sul.

## Museus

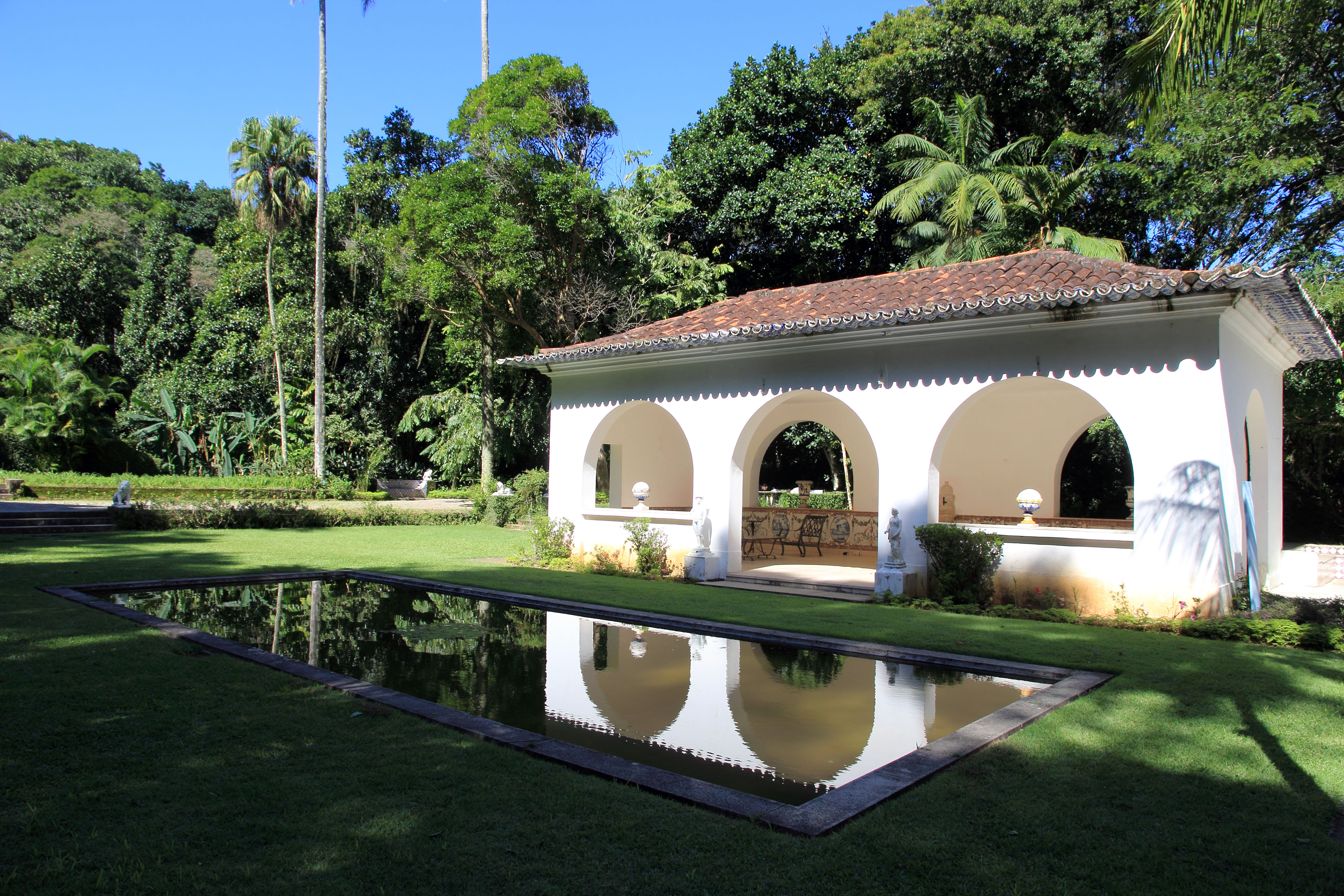
Museu do Açude, integrante do circuito Museus Castro Maya.

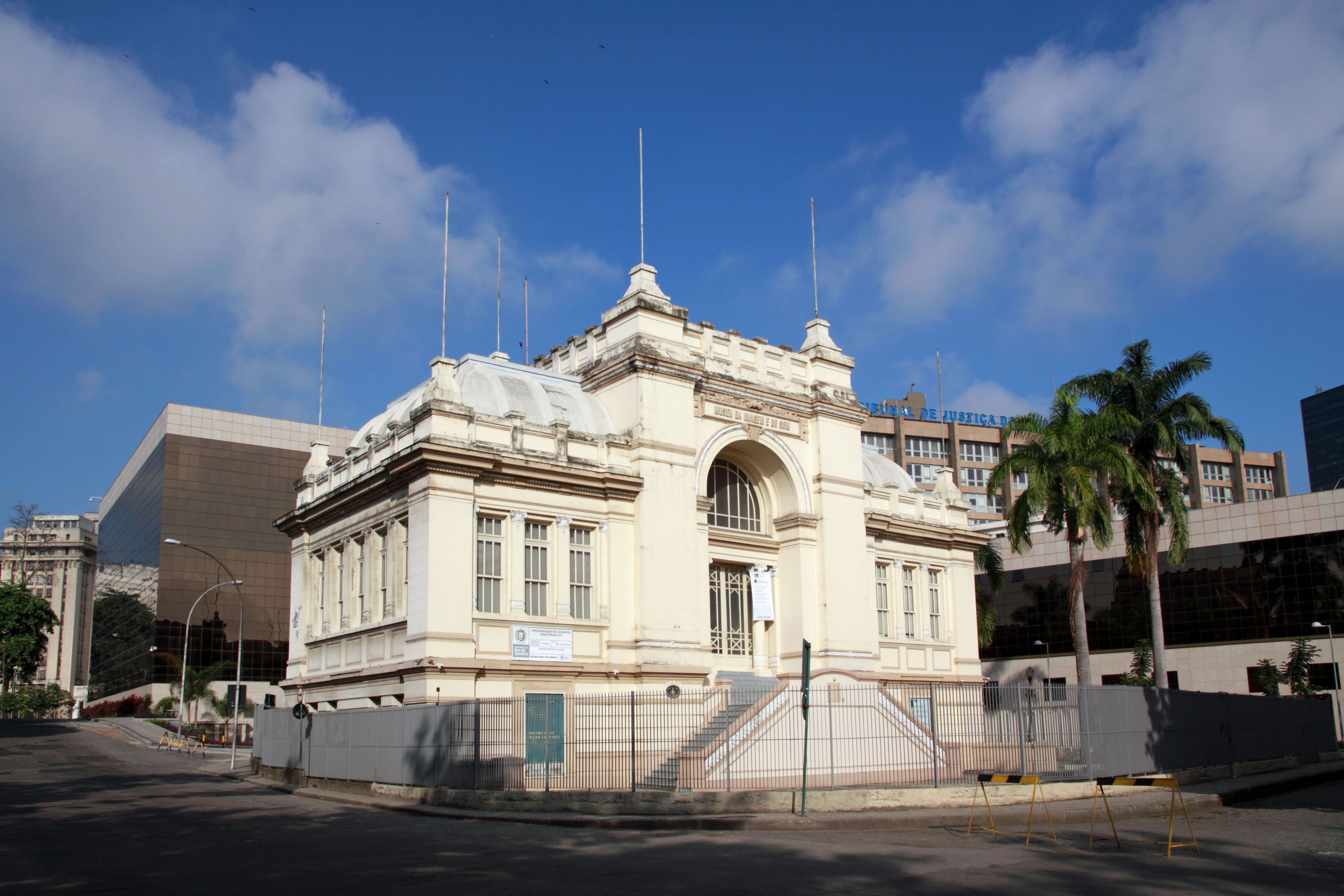
Antiga sede do Museu da Imagem e do Som.

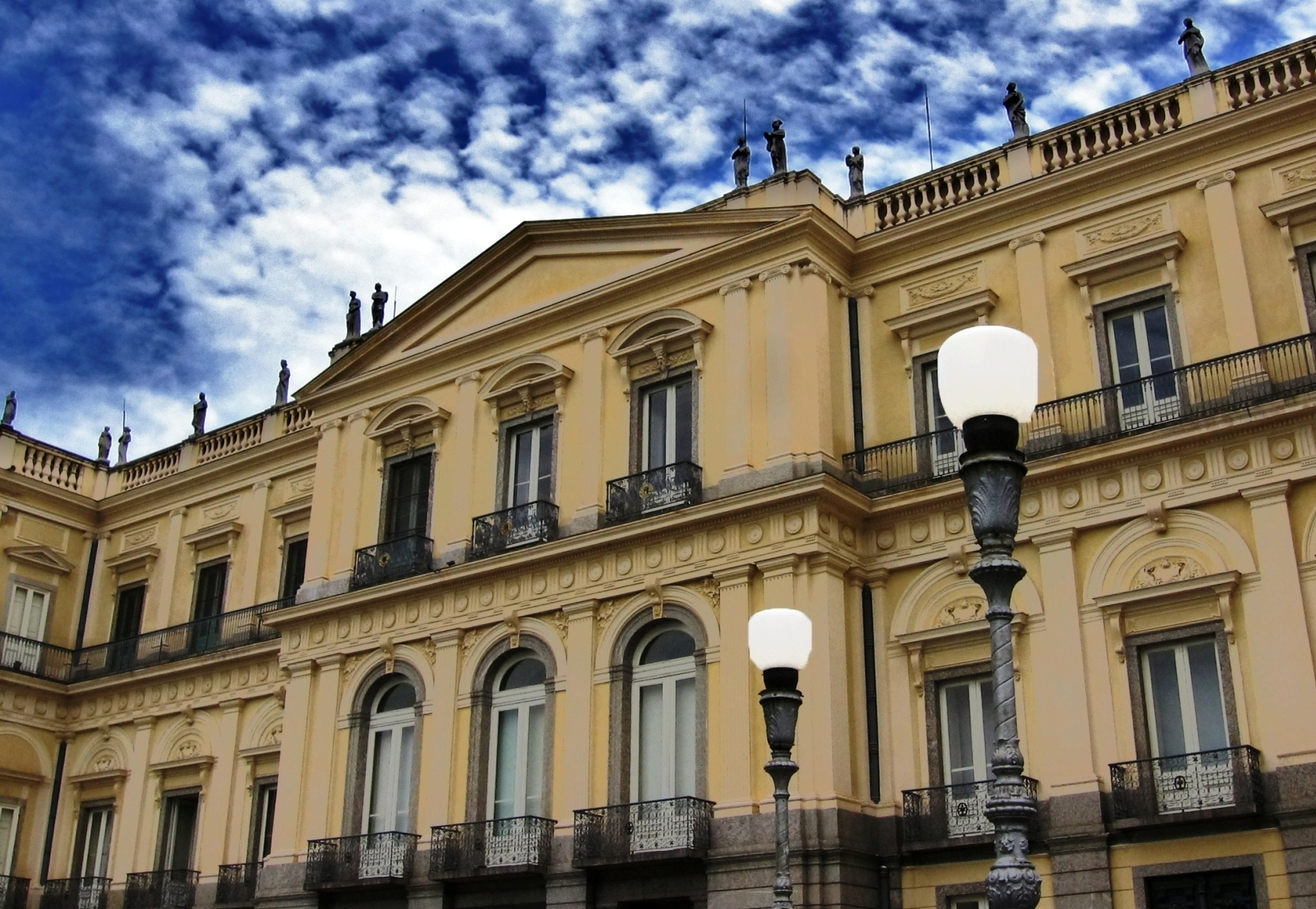
Palácio de São Cristóvão, sede do Museu Nacional.

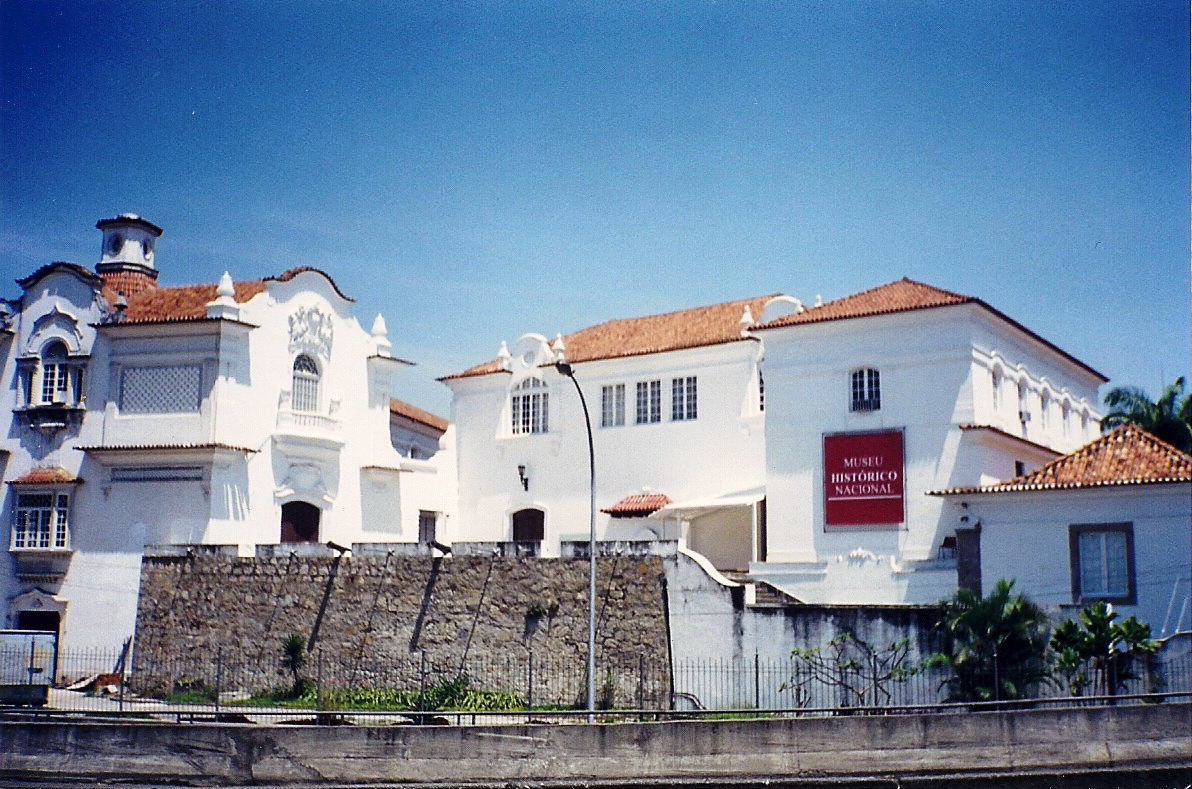
O Museu Histórico Nacional.

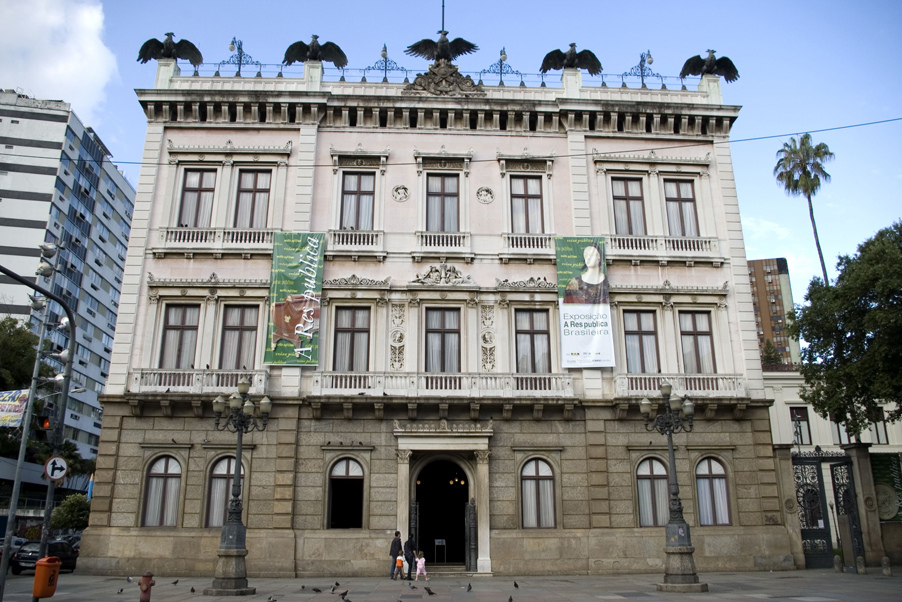
O Museu da República.

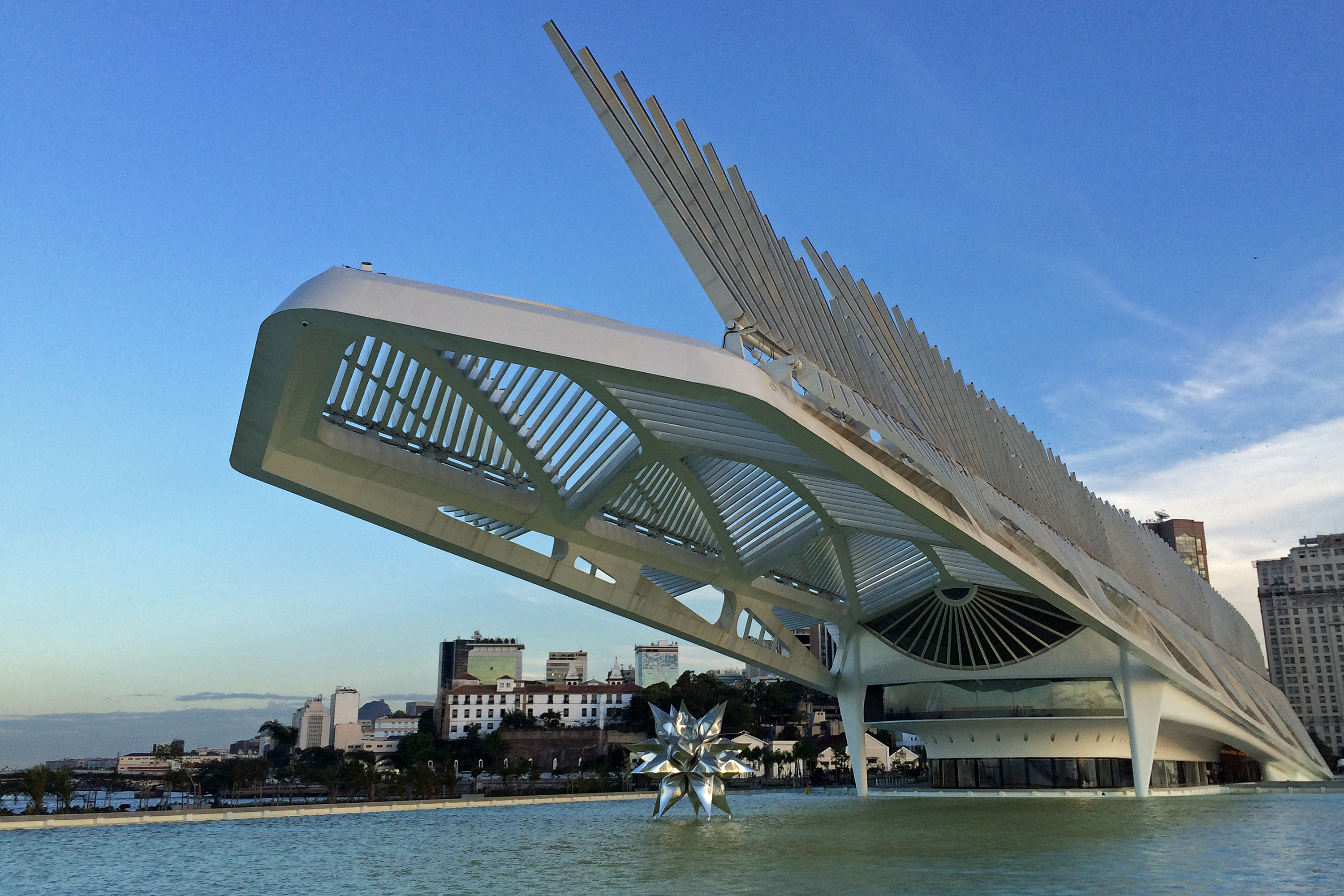
O Museu do Amanhã, ícone do Projeto de revitalização da Zona Portuária.

| Instituição                                          | Localização                                                    | Inauguração | Área de interesse      | Ref.          |
| ---------------------------------------------------- | -------------------------------------------------------------- | ----------- | ---------------------- | ------------- |
| Centro Nacional de Folclore e Cultura Popular        | Catete                                                         |             | Arte                   | [ 1 ]         |
| Fundação Eva Klabin Rapaport                         | Lagoa                                                          | 1990        | Arte                   |               |
| Museu da Geodiversidade                              | Cidade Universitária da Universidade Federal do Rio de Janeiro | 2008        | ciência                | [ 2 ]         |
| Museu do Açude                                       | Alto da Boa Vista                                              | 1964        | História               | [ 3 ]         |
| Museu Aeroespacial                                   | Campo dos Afonsos                                              | 1976        | História militar       |               |
| Museu do Amanhã                                      | Centro                                                         | 2015        | Arte                   | [ 4 ]         |
| Museu Amsterdan Sauer de Pedras Preciosas            | Ipanema                                                        |             | Arte                   | [ 5 ]         |
| Museu Arquidiocesiano de Arte Sacra                  | Centro                                                         | 1950        | Arte sacra             | [ 6 ]         |
| Museu de Arte Moderna                                | Flamengo                                                       | 1948        | Arte                   |               |
| Museu de Arte do Rio                                 | Centro                                                         | 2013        | Arte                   | [ 7 ]         |
| Museu de Astronomia e Ciências Afins                 | São Cristóvão                                                  | 1985        | Ciência                |               |
| Museu do Bonde                                       | Santa Teresa                                                   | 1950        | História               |               |
| Museu Casa de Benjamin Constant                      | Santa Teresa                                                   | 1982        | História               |               |
| Museu Carmen Miranda                                 | Copacabana                                                     | 1976        | História (Música)      |               |
| Museu Cartográfico do Serviço Geográfico do Exército | Morro da Conceição, Saúde                                      | 1977        | História (Cartografia) |               |
| Museu Casa de Rui Barbosa                            | Botafogo                                                       | 1924        | História               |               |
| Museu Casa do Pontal                                 | Recreio dos Bandeirantes                                       | 1992        | Arte popular           |               |
| Museu de Ciências da Terra                           | Urca                                                           | 1909        | Geologia               |               |
| Museu da Chácara do Céu                              | Santa Teresa                                                   | 1972        | História               |               |
| Museu Dom João VI                                    | Ilha do Fundão                                                 | 1979        | Arte                   | [ 8 ]         |
| Museu de Farmácia da Santa Casa de Misericórdia      | Castelo                                                        |             | Ciência                |               |
| Museu de Favela                                      | Morro do Cantagalo                                             |             | Arte                   | [ 9 ]         |
| Museu da Fazenda Federal                             | Centro                                                         | 1970        | História               |               |
| Museu do Horto                                       | Horto Florestal, Jardim Botânico                               | 2010        | Memória Social         | [ 10 ] [ 11 ] |
| Museu Histórico da Cidade do Rio de Janeiro          | Gávea                                                          | 1934        | História               | [ 12 ]        |
| Museu Histórico e Diplomático                        | Centro                                                         | 1955        | História               | [ 13 ]        |
| Museu Histórico do Exército e Forte de Copacabana    | Copacabana                                                     | 1987        | História militar       |               |
| Museu Histórico Nacional                             | Centro                                                         | 1922        | História               | [ 14 ]        |
| Museu da Imagem e do Som                             | Copacabana                                                     | 1965        | Música                 | [ 15 ]        |
| Museu de Imagens do Inconsciente                     | Engenho de Dentro                                              | 1952        | Medicina               |               |
| Museu da Imperial Irmandade de N. S. da Glória       | Glória                                                         |             | Arte sacra             |               |
| Museu do Índio                                       | Botafogo                                                       | 1953        | História               | [ 16 ]        |
| Museu Internacional de Arte Naïf do Brasil           | Cosme Velho                                                    | 1995        | Arte                   | [ 17 ]        |
| Museu Judaico do Rio de Janeiro                      | Centro                                                         | 1977        | História               | [ 18 ]        |
| Museu da Justiça                                     | Centro                                                         | 1988        | História               |               |
| Museu da Limpeza Urbana                              | Caju                                                           | 1996        | História               | [ 19 ]        |
| Museu da Maré                                        | Maré                                                           | 2006        | Memória Social         | [ 20 ] [ 21 ] |
| Museu Militar Conde de Linhares                      | São Cristóvão                                                  |             | História militar       |               |
| Museu Nacional                                       | Quinta da Boa Vista                                            | 1818        | História natural       | [ 22 ]        |
| Museu Nacional de Belas Artes                        | Cinelândia                                                     | 1937        | Arte                   | [ 23 ]        |
| Museu Naval e Oceanográfico                          | Centro                                                         | 2006        | História militar       |               |
| Museu do Negro                                       | Centro                                                         | 1969        | História               | [ 24 ]        |
| Museu de Odontologia Professor Salles Cunha          | Rio Comprido                                                   | 1977        | Ciência                |               |
| Museu do Primeiro Reinado                            | São Cristóvão                                                  | 1979        | História               | [ 25 ]        |
| Museu do Rádio Roberto Marinho                       | Centro                                                         |             | História               |               |
| Museu da República                                   | Catete                                                         | 1960        | História               | [ 26 ]        |
| Museu Sankofa Memória e História da Rocinha          | Rocinha                                                        | 2003        | Memória Social         | [ 27 ] [ 28 ] |
| Museu da Segunda Guerra Mundial                      | Glória                                                         | 1960        | História militar       | [ 29 ]        |
| Museu do Sítio Arqueológico Casa dos Pilões          | Jardim Botânico                                                | 1984        | História               | [ 30 ]        |
| Museu dos Teatros do Rio de Janeiro                  | Botafogo                                                       | 1949        | Artes cênicas          | [ 31 ]        |
| Museu de Tecnologia Educacional                      | Botafogo                                                       |             | Educação               |               |
| Museu do Trem                                        | Engenho de Dentro                                              | 1984        | História               | [ 32 ]        |
| Museu da Vida                                        | Manguinhos                                                     | 1999        | Ciência                |               |
| Museu Villa-Lobos                                    | Botafogo                                                       | 1960        | História (Música)      |               |
| Museu de Arte Sacra e Popular de Campo Grande        | Campo Grande                                                   | 2015        | Arte Sacra             |               |

## Centros culturais

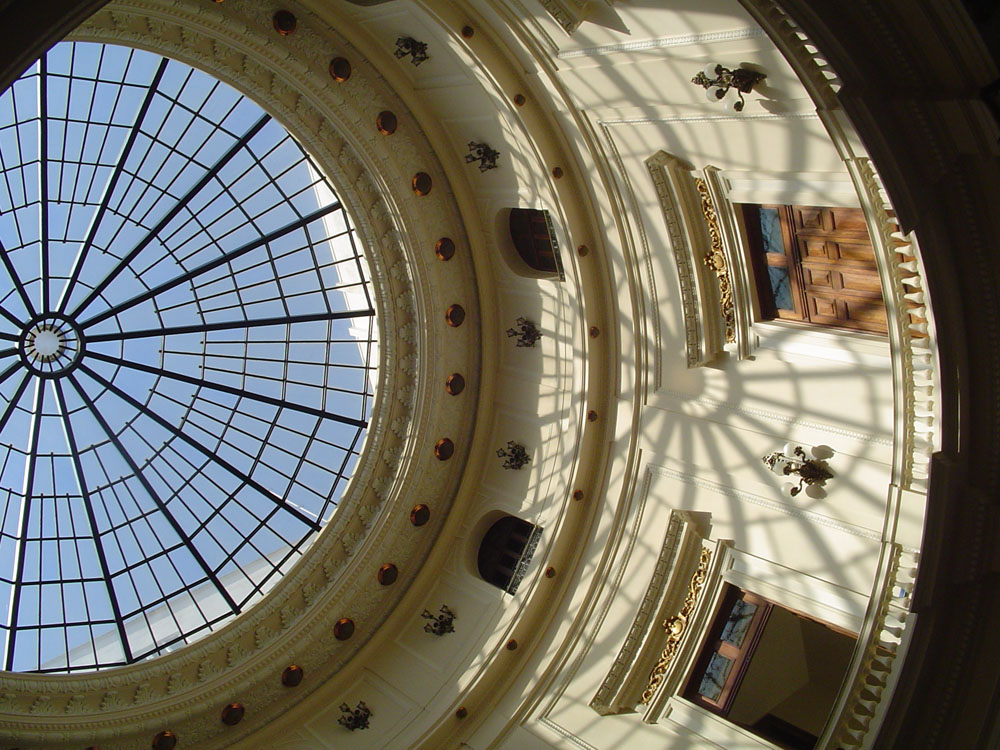
Cúpula do Centro Cultural Banco do Brasil

| - Academia Brasileira de Letras - Biblioteca Nacional - Casa da Gávea - Centro de Arquitetura e Urbanismo do Rio de Janeiro - Casa de Arte e Cultura Julieta de Serpa - Casa de Cultura Laura Alvim - Casa França-Brasil - Casas Casadas - Centro Coreográfico da Cidade do Rio de Janeiro - Centro Cultural Arte Clara - Centro Cultural Banco do Brasil - Centro Cultural Calouste Gulbekian - Centro Cultural Cândido Mendes - Centro Cultural Correios Rio de Janeiro - Centro Cultural Jerusalém - Centro Cultural da Justiça Federal - Centro Cultural da Saúde - Centro Cultural de Ciência e Tecnologia da UFRJ - Centro Cultural Jongo da Serrinha - Centro Cultural Laurinda dos Santos Lobo - Centro Cultural Light - Centro Cultural José Bonifácio - Centro Cultural Suassuna - Centro de Arte Hélio Oiticica - Centro de Artes Funarte - Centro de Memória do Carnaval - Centro Municipal de Referência da Música Carioca Artur da Távola - Conjunto Cultural da Caixa | - Ecomuseu do Quarteirão Cultural do Matadouro - Espaço Alma - Espaço BNDES - Espaço Cultural Constituição - Espaço Cultural Correia Lima - Espaço Cultural da Marinha - Espaço Cultural Leblon - Espaço Cultural Sérgio Porto - Espaço Cultural Trem do Corcovado - Espaço da Memória Bernardo Monteverde - Espaço Oi Futuro - Espaço Telezoom - Espaço Unibanco - Estação Botafogo - Fundição Progresso - Instituto Casa do Choro - Instituto dos Arquitetos do Brasil do Rio de Janeiro - Instituto Histórico e Geográfico Brasileiro - Instituto Moreira Salles - Instituto Unibanco - Mansão Figner - Memorial Getúlio Vargas - Caixa Cultural - Paço Imperial - Real Gabinete Português de Leitura - SESC - SESI - Tempo Glauber |